# Nezha Bidouane
Nezha Bidouane (arabsko نزهة بدوان‎‎), maroška atletinja, * 18. september 1969, Rabat, Maroko.
Nastopila je na poletnih olimpijskih igrah v letih 1992, 2000 in 2004, leta 2000 je osvojila bronasto medaljo v teku na 400 m z ovirami. Na svetovnih prvenstvih je v isti disciplini osvojila naslova prvakinje v letih 1997 in 2001 ter podprvakinje leta 1999.